# سانتیاگو مینا (بازیکن فوتبال زاده ۱۹۵۸)
سانتیاگو مینا (انگلیسی: Santiago Mina؛ زادهٔ ۱۱ مارس ۱۹۵۸) بازیکن فوتبال اهل اسپانیا است.
از باشگاه‌هایی که در آن بازی کرده‌است می‌توان به باشگاه فوتبال سابادل، باشگاه فوتبال سلتاویگو، و باشگاه فوتبال بارسلونا بی اشاره کرد.
وی همچنین در تیم ملی فوتبال زیر ۲۱ سال اسپانیا بازی کرده‌است.